# Elazığspor Kulübü
O Elazığspor Külübü (mais conhecido como Elazığspor) é um clube profissional de futebol turco com sede em Elaze, capital da província homônima, fundado em 1967. Atualmente disputa a Quarta DIvisão Turca.
Suas cores oficiais são o grená e o branco. Manda seus jogos na Elazığ Atatürk Stadyumu, com capacidade para 14,467 espectadores.

## História
Foi fundado em 1967 após a fusão de três clubes locais de Elazığ (Merkez Gençlik, Güvenspor e Harputspor) no intuito de formar uma equipe forte que representasse dignamente a cidade nas competições nacionais. O emblema do clube apresenta na parte branca situada logo abaixo da faixa diagonal a figura de três velas apoiadas em uma mão estendida, que se refere à uma tradicional dança local intitulada Çayda Çıra (em português, Gravetos em Chá), na qual suas dançarinas portam velas nas mãos.

## Rivalidade
Possuía uma forte rivalidade com o Malatyaspor por conta de serem sediados em cidades geograficamente próximas (Elazığ encontra-se a cerca de 120 quilômetros de distância de Malatya) que sempre foi intensamente vivida por ambas as torcidas, a ponto de sempre ser necessária a formação de fortes esquemas de segurança por parte da polícia local para conter os torcedores mais exaltados em dias de jogos.

## Curiosidade
Em 30 de janeiro de 2019, o Elazığspor obteve destaque na mídia internacional ao contratar um total de 22 jogadores em menos de 2 horas após negociar junto à Federação Turca de Futebol a suspensão de uma punição sofrida pelo clube que o impedia de contratar novos jogadores durante a janela de inverno do calendário europeu.

## Títulos
- Quarta Divisão Turca (4): 1974–75, 1985–86, 1989–90 e 1994–95
- Terceira Divisão Turca (1): 2010–11

### Campanhas de Destaque
- Copa da Turquia (Quartas–de–Final): 1975–76
- Vice–Campeão da Segunda Divisão Turca (2): 2001–02 e 2011–12